# Groupies Forever
Groupies Forever ist eine US-amerikanische Filmkomödie aus dem Jahr 2002 mit Goldie Hawn und Susan Sarandon.

## Handlung
Suzette ist verzweifelt, hat sie doch gerade ihren Job als Barkeeperin im berühmten Whisky a Go Go verloren. Sie ist hoch verschuldet und hat nichts außer Erinnerungen, wie sie mit ihrer damals besten Freundin Lavinia als Groupie durchs Land zog und unter anderem Jim Morrison begleitete. Also beschließt sie zu ihr nach Phoenix, Arizona zu fahren. Da ihr Geld aber kaum bis zur nächsten Tankstelle reicht, muss sie den spießigen und pedantischen Autoren Harry Plummer mitnehmen, der ihr die Reise bezahlt. Unterwegs unterhalten sie sich. Suzette erzählt, wie wild sie es einst trieben und Harry, wie er vorhat mit seiner geladenen Waffe seinen Vater zu töten. Kurz nach der Ankunft in Phoenix setzt Suzette Harry an seinem Hotel ab und fährt zu Lavinia. Dort angekommen erkennt sie allerdings, dass Lavinia in einer komplett anderen, spießigen, Welt lebt, weswegen sie umkehrt und in Harrys Hotel zu fahren, um mit ihm zu schlafen. Da dieser sich verweigert, schläft sie eben so eine Nacht in seinem Zimmer.
Während der Nacht feiern außerhalb allerdings einige Jugendliche mit lauter Musik, Alkohol und anderen Drogen. Darunter ist auch Hannah, Lavinias Tochter, die LSD zu sich nahm. Suzette kümmert sich um sie und fährt sie am nächsten Tag nach Hause, wo sie Lavinia begegnet. Diese will aber nichts von Suzette wissen, hat sie sich doch schon seit 20 Jahren nicht gemeldet, weswegen sie ihr auch 5.000 US-Dollar gibt, um nie wieder etwas von ihr hören zu müssen. Das enttäuscht Suzette so sehr, dass sie zu Harry zurückkehrt, wo sie sich wundert, wie sehr sich Lavinia ändern konnte. Kurz darauf erscheint auch Lavinia im Hotel und versucht sich vor Suzette zu rechtfertigen. Ihr Leben laufe angeblich perfekt. Doch Suzette kann dem Spuk nicht ganz glauben und begleitet sie daraufhin zur Fahrschulprüfung Gingers, Lavinias zweiter Tochter und entdeckt immer mehr Spießigkeit in Lavinias Verhalten. Auch die Unzufriedenheit der Töchter gegenüber der herrischen Mutter lässt sich nicht verbergen, sodass Suzette später beim Abendessen erzählt, welches wilde Leben Lavinia hinter sich hat. Da der Rest der Familie dies nicht glauben kann, machen sie sich über Lavinia lustig.
Das zeigt Lavinia, dass sie sich zu einer Person entwickelt hat, die sie nie sein wollte, weswegen sie mit Suzette ein Rockkonzert besucht. Nach anfänglicher Skepsis hat sie einen enormen Spaß, sodass sie sich betrinkt und später angetrunken mit Suzette zusammen ihre Fotosammlung berühmter Penisse durchstöbert. Ihr Ehemann Raymond überrascht sie dabei, sodass er schockiert ist, wer denn seine Frau eigentlich ist. Der Streit kann allerdings nicht entstehen, da ein Anruf kommt, dass Ginger ohne Führerschein einen Autounfall hatte und nun im Krankenhaus liegt. Völlig besorgt fahren alle dorthin, wo der Streit, wer denn nun eigentlich Lavinia sei, die herrische spießige Mutter und Hausfrau oder die ausgeflippte Groupie, eskaliert. Lavinia weiß es auch nicht mehr, sodass sich Suzette selbst die Schuld gibt, Streit in der Familie entfacht zu haben, weswegen sie die Stadt schnellstmöglich verlassen will.
Dazu muss sie noch den Kontakt zu Harry loswerden, der, nachdem beide Sex hatten, völlig aufgeblüht ist und nun wieder schreiben kann. Die Enttäuschung durch die Zurückweisung führt dazu, dass er sich zum Friedhof begibt, wo sein Vater begraben liegt und er sich umbringen will. Aber Suzette und Lavinia können das verhindern. Nachdem das verhindert ist und die Familie sich wieder vertragen hat, hören sich alle Hannahs Abschlussrede an deren High School an. Sie geht darum, dass sie sich selbst finden, nicht verstellen und erst recht nicht dem Leben anderer gerecht werden will. Sie will lieber versagen, als erfolgreich in dem sein, was andere wollen. Sie will sich treu bleiben. Mit diesen Worten verabschieden sich Suzette und Lavinia und Suzette fährt gemeinsam mit Harry zurück.

## Kritik
Für James Berardinelli war der Film „ein Paradebeispiel dafür, dass gute Schauspielkunst ein schlechtes Drehbuch zu einem ansehbaren Film machen kann.“ Obwohl Hawn und Sarandon „wissen, wie man eine Figur zum Leben erweckt,“ sei der Film einfach nur „skizzenhaft und voller Klischees.“
Obwohl der Film immer dann, „wenn es ans eingemachte geht, ziemlich oberflächlich“ bleibt, war Roger Ebert von der Chicago Sun-Times „froh“ den Film gesehen zu haben, was an Goldie Hawn läge, die „ansteckend und sympathisch in diesem Film sei.“ Nur die „lustigen und albernen Hawn und Sarandon“ können von der schlechten Qualität des Drehbuchs ablenken, insbesondere, weil der „Film nicht weiß, was er mit seinen Figuren anfangen soll.“
Das Lexikon des internationalen Films meinte: „Die nur teilweise schwungvolle Komödie feiert Spontaneität und Selbstverwirklichung und grenzt beides gegen bigottes Spießertum ab. Dabei werden die Charaktere jedoch nur schemenhaft entwickelt, sodass der Handlungsablauf wenig glaubwürdig erscheint.“

## Auszeichnungen
Goldie Hawn wurde bei den Golden Globe Awards 2003 als Beste Hauptdarstellerin – Komödie oder Musical nominiert. Eva Amurri Martino, die Tochter von Susan Sarandon, gewann bei den Young Artist Awards 2006 die Auszeichnung zur Besten Nebendarstellerin in einem Spielfilm.

## Soundtrack
1. Chris Robinson – The Red Road
2. Tommy Lee – Fame
3. Dishwalla – Home
4. Talking Heads – Burning Down The House
5. Robert Plant – Morning Dew
6. Richie Sambora – One Last Goodbye
7. Trevor Rabin – Don’t Let Me Be Misunderstood
8. Ben Folds – Doctor My Eyes
9. Peter Frampton – Hour Of Need
10. JP – Trippin
11. Roger Daltrey – Child Of Mine
12. Buckcherry – Crushed
13. Slack – Burn Out
14. Steppenwolf – Rock Me

## Veröffentlichung
Der Film startete am 20. September 2002 in den Kinos und konnte weltweit bei einem Produktionsbudget von 10 Mio. US-Dollar etwas mehr als 38 Mio. US-Dollar einspielen. In Deutschland kam er am 6. Februar 2003 in die Kinos und ist seit dem 5. Juni 2003 sowohl als VHS als auch als DVD erhältlich.